# Пъдпъдък
Европейският пъдпъдък (Coturnix coturnix) е дребна прелетна полска птица от семейство Фазанови. Обикновено европейските пъдпъдъци са смятани за ценен ловен обект. Пъдпъдъкът е единственият прелетен вид от срещащите се в България кокошоподобни птици.

## Физически характеристики
Пъдпъдъкът е най-малкият представител на разред Кокошоподобни. Има слабо изразен полов диморфизъм. Дължината му варира от 18 до 20 cm, размахът на крилата е 32 – 35 cm, а масата – 100 – 150 g. Женските птици не се отличават от мъжките по размери.
Пъдпъдъкът има охрена окраска на оперението, с тъмни и светли петна. Коремната страна е по-светла, обикновено кремава, а гърдите са охрени. Подбрадието и гърлото на мъжкия са черно-кафяви, а на женската – белезникави до бели. Над очите и по средата на темето преминават три жълтеникави ивици, които стигат до тила. Опашката е къса. Младите птици приличат на женските, но са малко по-светли.
В полет пъдпъдъкът може да бъде сгрешен с ливадния дърдавец. Пъдпъдъкът обаче има по-масивно и късо тяло. Краката му са къси и не се подават зад опашката. Излита с характерен звук, лети бързо, праволинейно и с много чести махания. Ливадният дърдавец има по-удължено тяло и по-дълги крака, които в полет винаги се подават зад опашката. Излита почти безшумно, лети по-бавно, с по-редки махания, а полетът му не е праволинеен.

## Разпространение
Пъдпъдъкът е разпространен в Европа до 65° северна ширина, Азия, Северна и Южна Америка и остров Мадагаскар. Той е прелетен вид. Зимува в северните области на Субсахарска Африка, Арабския полуостров, Индия, Япония, Южен Китай, полуостров Индокитай и Мианмар. В България долита през април и отлита през септември-октомври.
Пъдпъдъците от най-северните райони прелитат поединично, а тези от по-южните се струпват на големи ята, често наброяващи хиляди птици, след което отлитат на юг. Най-голямо струпване се наблюдава в района на Крим. Преди отлитането гнездилите в България пъдпъдъци започват да се събират на ята в сравнително постоянни райони, а по-късно в България пристигат тези, които са гнездили на север, наричани пасажни пъдпъдъци.

## Начин на живот и хранене
Пъдпъдъкът обитава ниви, заети със зърнени и други култури – люцерна, картофи, лен и други, ливади, зеленчукови градини, склонове, обрасли с трева. През горещите летни дни предпочита планинските пасища. и през летните месеци, при продължителни засушавания, съчетани с високи температури, мигрира в райони с по-голяма надморска височина. При подходящи условия може да се срещне до 2000 m над морското равнище.
Пъдпъдъкът е наземна птица и рядко се вдига в полет. При опасност в повечето случаи се притиска към земята, докато тя отмине. Защитната му окраска го прави трудно забележим дори и сред ниските стъбла на стърнищата. Мъжките и женските живеят самостоятелно. Птицата е активна през деня, но се храни най-интензивно в сутрешните часове и късно следобед. През горещата част от деня почива, скрита във високата растителност.
Храната на пъдпъдъка е разнообразна. През гнездовия период и в менюто на младите птици преобладава животинската храна, а през есента основната храна се състои от семената на културни и плевелни растения. Яде семена на треви, плевели, житни растения. Лови и безгръбначни животни, главно от земята – бръмбари, скакалци, дървеници, мравки, паяци, червеи и мекотели.
През пролетта мъжките и женските долитат в България заедно, но през есента първите прелетни ята се състоят от 90% мъжки птици. В следващите ята женските постепенно се увеличават и накрая стават преобладаващи. Тогава в ятата започват да се появяват и младите, вече израснали птици от двата пола. В края на масовия прелет отлитат и по-неподготвените млади птици, които не са успели да натрупат достатъчно маса. Късно излюпените пъдпъдъци остават в България до късна есен. По време на прелета пъдпъдъкът използва благоприятните въздушни течения, а големите водни пространства прелита покрай бреговете или на най-тесните места. Ако времето е благоприятно, пъдпъдъците от Крим могат да прелетят Черно море.
Наесен, преди да отлети, силно затлъстява и тогава тежи до 150 g. Гнезди в тревисти местности. Установен е да гнезди на Витоша над х. „Алеко“ на около 1700 m н.в.Формирането на прелетните ята в България започва още през август.

## Размножаване
Пъдпъдъкът има много висок размножителен потенциал. Половата зрялост настъпва на 2-3-месечна възраст. През лятото в България гнездят и млади пъдпъдъци, излюпени през април в Африка. През август младите мъжки, излюпени в България, също се включват в размножаването.
Пъдпъдъкът е полигамна птица и не образува брачни двойки. Няколко дни след долитането и заемането на своя гнездова територия мъжкият започва да токува. Песента му е много характерна, чува се на голямо разстояние, а звукът е използван за българското наименование на птицата. През май и юни женската прави гнездо в трапчинка сред тревата или посевите и я застила със сухи треви и перца. Снася от 8 до 20 светлокафяви крушовидни яйца, изпъстрени с многобройни тъмнокафяви петна и точки. Те са относително дребни, като дължината им достига 29 – 33 mm. Мъти ги между 15 и 20 дни. Лежи упорито върху яйцата и често става жертва на селскостопанските машини при жътва и косене. В България най-голям процент от гнездата са в есенниците и във фуражните култури до първото им окосяване.
Малките се излюпват добре развити и след излюпването на последното яйце майката ги отвежда настрани от него. След 2 – 3 седмици започват да летят и са напълно самостоятелни. Малките се хранят интензивно и растат много бързо. Те се излюпват с маса 5 – 5,5 g, на 15 – 16 дни са вече около 40 g, а на 50 дни достигат 100 – 120 g. На около 2 месеца вече са с размерите и теглото на възрастните птици. Ако по време на мътене яйцата бъдат унищожени, женската снася отново. Поради това до края на август могат да се срещнат едновременно както яйца, така и нелетящи малки пъдпъдъци. Обикновено гнезди веднъж годишно, но понякога женската може да снесе и втори и дори трети път яйца. 

## Неприятели
Естествените неприятели на пъдпъдъка са порът, невестулката, сивата врана, свраката, дневните грабливи птици и други. По време на прелет заедно с ятата от пъдпъдъци се придвижват цели групи от сокола орко и малкия ястреб.
Други неприятели на пъдпъдъка са механизацията и химизацията в селското стопанство. Върху броя на птиците неблагоприятно се отразява и промяната в структурата на селскостопанските площи, както и масовият улов с мрежи по време на прелетите. Поради намаляване на числеността му, той е забранен за обстрел в Германия, Холандия, Белгия, Дания и Австрия. В България е разрешен за лов от 15 август до 30 ноември, като годишният отстрел понякога надхвърля 350 000 птици.